# 7 de juliol
El 7 de juliol és el cent vuitanta-vuitè dia de l'any del calendari gregorià i el cent vuitanta-novè en els anys de traspàs. Queden 177 dies per finalitzar l'any.

## Esdeveniments
Països Catalans
- 1977 - Mallorca: El grup llibertari mallorquí Terra i Llibertat ocupa pacíficament l'illa verge sa Dragonera (Illes Balears) tot intentant amb aquesta acció evitar-ne la urbanització.[1]
- 2025 - Baix Ebre: s'inicia l'incendi forestal de Paüls, el qual afectà els municipis de Xerta, Aldover, Paüls i Alfara de Carles. Tot i iniciar-se al terme municipal de Paüls, fou la població de Xerta la més afectada, amb un perímetre del foc que va afectar més del 50% de la superfície del municipi, el qual serà recordat com el major incendi de la zona des que es tenen registres. La seva virulència va ser tal que va cremar més de 3000 Ha de terreny forestal i de cultiu en menys de 12 hores.

Resta del món
- 1807 - Tilsit (Prússia Oriental, en l'actualitat a l'óblast de Kaliningrad, Rússia): Napoleó Bonaparte i el tsar Alexandre I de Rússia signen el Tractat de Tilsit en el que Rússia abandona la Quarta Coalició i s'alia amb França amb la promesa secreta d'ajuda mútua en els conflictes. Per aquest tractat també es crea el Gran Ducat de Varsòvia.[2]
- 1937 - Xina: L'incident del pont Marco Polo, va marcar l'inici de la Segona Guerra Sinojaponesa entre l'Imperi del Japó i la República de la Xina. Els soldats d'ambdues potències es van enfrontar a 15 quilòmetres al sud-oest del centre de Pequín en el pont de Marco Polo.[3]
- 1939 - Veracruz, Mèxic: Arriba al port mexicà de Veracruz el vaixell Ipanema, que porta a bord un miler d'exiliats espanyols de la Guerra Civil.[4]
- 1978 - Salomó: aquest país esdevé independent del Regne Unit.
- 1985 - Wimbledon (Regne Unit): Boris Becker guanya el torneig de tennis de Wimbledon als disset anys i n'esdevé el campió més jove.
- 2005 - Londres, Anglaterra: atemptats de Londres 2005, tres explosions en el metro i una altra en un autobús, atribuïdes a Al-Qaida, fan 56 morts i uns set-cents ferits, l'endemà que la ciutat fos escollida com a seu dels Jocs Olímpics del 2012.[5]
- 2006 - Madrid, Espanya: el Govern fa saber que hom ha detectat el primer cas de grip aviària a l'estat: un cabussó emplomallat trobat mort a les llacunes de Salburua, prop de Vitòria, Àlaba, el País Basc), ha donat positiu en H5N1, la soca més perillosa del virus.[6]

## Naixements
Països Catalans
- 1872
  - Castelló de la Plana: Josep Ribelles Comín, bibliògraf, periodista i animador cultural valencià (m. 1951).
  - Barcelona: Joan Lamote de Grignon i Bocquet, pianista, compositor i director d'orquestra (m. 1949).
- 1874, Montuïri, Mallorca: Catalina Pocoví Mayol, glosadora i pagesa mallorquina (m. 1956).[7]
- 1898, Barcelona: Valentí Castanys, dibuixant, humorista i comediògraf català.[8]
- 1953, Flix: Xavier Sabaté i Ibarz, polític català.
- 1957, Barcelona: Marta Pérez i Sierra, escriptora catalana.[9]
- 1966, Calella: Núria Martí Constans, escriptora catalana.[10]

Resta del món
- 1636, Lió: Claudine Bouzonnet-Stella, gravadora, dibuixant i pintora francesa (m.1697).[11]
- 1752, Lió, França: Joseph Marie Jacquard, inventor francès conegut per automatitzar, mitjançant l'ús de targetes perforades, l'anomenat teler de Jacquard (m. 1834).[12]
- 1833, Namur (Bèlgica): Félicien-Joseph-Victor Rops, pintor i gravador belga, dedicat especialment al gravat a l'aiguafort i a l'aiguatinta (m. 1899).[13]
- 1843, Corteno, Itàlia: Camillo Golgi, metge italià, Premi Nobel de Medicina o Fisiologia de 1906 (m. 1926).[14]
- 1860, Kaliště, Bohèmia, Imperi Austríac: Gustav Mahler, compositor i director d'orquestra austríac (m. 1911).[15]
- 1861, Cavendish, Vermont: Nettie Stevens, avançada genetista nord-americana, impulsora de la genètica moderna (m. 1912).[16]
- 1884, Múnic (Alemanya): Lion Feuchtwanger, pseudònim: J.L. Wetcheek), novel·lista jueu d'origen alemany (m. 1958).[17]
- 1887, Vítsiebsk, Belarús: Marc Chagall, pintor (m. 1985).[18]
- 1891, Nagano, Japó: Tadamichi Kuribayashi, militar de l'Exèrcit Imperial Japonès, conegut per haver dirigit la defensa de l'illa d'Iwo Jima durant la batalla d'Iwo Jima del 1945 (m. 1945)
- 1894, Santiago de Xile: Winétt de Rokha, poeta xilena (m. 1951).[19]
- 1901, Sora, Itàlia: Vittorio de Sica, director de cinema neorealista italià i actor (m. 1974).[20]
- 1907, Butler (Missouri): Robert Anson Heinlein, escriptor nord-americà (m. 1988).[21]
- 1911, (Cadegliano-Viconago (Itàlia): Gian Carlo Menotti, compositor i llibretista estatunidenc, nascut italià (m. 2007).[22]
- 1915, Birmingham, Alabama (EUA): Margaret Walker, poeta i narradora dels Estats Units. Part del moviment literari afroamericà de Chicago (m. 1998).[23]
- 1918, Nova York: Rose Frisch, científica nord-americana pionera en fertilitat m. 2015).[24]
- 1925, Montevideo: Blanca París Corcoll, historiadora i acadèmica uruguaiana (m. 2008).[25]
- 1928, Londres: Patricia Hitchcock, actriu anglesa, filla de Hitchcock i d'Alma Reville.[26][27]
- 1929, Nova York: Helen Rodríguez Trías, pediatra i activista pels drets de les dones.[28]
- 1930, Eastman ,Geòrgia (EUA): Hank Mobley, compositor i saxofonista (tenor) estatunidenc (m. 1986).[29]
- 1931, Dayton (Ohio), EUA: Dorothy Stang, membre de la Congregació de les Germanes de Nostra Senyora de Namur.
- 1934 Anderny (França): Vinko Globokar, compositor de música contemporània i trombonista francès d'origen eslovè.[30]
- 1939, Leningrad: Ielena Obraztsova, mezzosoprano russa (m. 2015).[31]
- 1940, Liverpool, West Derby, Regne Unit: Ringo Starr, músic de rock anglès, segon bateria de The Beatles.
- 1941, Phoenix, Arizona: Nancy Farmer, escriptora de literatura juvenil estatunidenca, aclamada internacionalment.[32]
- 1944, Hampton Lucy, Warwickshire (Anglaterra): Sir Ian Wilmut, científic britànic, conegut com un dels membres de l'equip que l'any 1996 van clonar per a primera vegada un mamífer de cèl·lules adultes, l'Ovella Dolly.[33]
- 1949, Houston (Texas), EUA: Shelley Duvall, actriu estatunidenca de cinema i televisió (m. 2024).
- 1959, Berlín Est: Barbara Krause, nedadora alemanya, primera a fer 100 m. lliures en 55''.[34]
- 1966, Budapest, Hongria: Eszter Bálint, cantant, compositora, violonista i actriu hongareso-estatunidenca.[35]
- 1975, Stuttgart, Baden-Württemberg: Nina Hoss, actriu alemanya de cinema i teatre.[36]

## Necrològiques
Països Catalans
- 1724 - Viena: Antoni Desvalls i de Vergós, militar austriacista català.
- 1895 - Barcelona: Josep Oriol Mestres i Esplugas, arquitecte i pessebrista català.
- 1955 - Benimaclet, València: Carles Salvador i Gimeno, poeta, etnòleg i gramàtic valencià (n. 1893).
- 1959 - el Port de Pollença, Mallorca: Hermen Anglada i Camarasa, pintor català.
- 1973 - Palma: Isabel Bauzà Tomàs, Bel Rollet, personatge popular de Palma (n. 1910).[37]
- 1982 - Terrassa: Agustí Bartra i Lleonart, poeta, prosista i professor universitari català.
- 2003 - Esparreguera, Baix Llobregat: Lola Lizaran, actriu catalana (n. 1932).[38]
- 2005 - València: Amand Blanquer i Ponsoda, compositor i pedagog musical valencià (n. 1935).

Resta del món
- 1304, Perusa, Estats Pontificis: Benet XI, papa.
- 1307, Burgh by Sands, Carlisle, Cumberland (Anglaterra): Eduard I d'Anglaterra (n. 1239).[39]
- 1826 - Würzburg: Friedrich Dülon, compositor i flautista prussià.
- 1879 - Kansas City, Missouri (EUA): George Caleb Bingham, pintor estatunidenc (n. 1811).[40]
- 1901:
  - Ixelles: Euphrosine Beernaert, pintora de paisatge neerlandesa (n. 1831).[41]
  - Zúric (Suïssa): Johanna Spyri, escriptora suïssa, coneguda mundialment pel seu conte de Heidi (n. 1827).[42]
- 1930 - Crowborough, Anglaterra: Arthur Conan Doyle, escriptor escocès, creador del famós detectiu Sherlock Holmes (n. 1859).[43]
- 1950 - Nova York (EUA): "Fats" Navarro, trompetista estatunidenc de jazz (n. 1923).[44]
- 1965 - Jerusalem: Moshe Sharett, segon Primer Ministre d'Israel entre 1953 i 1955, membre del Mapai (n. 1894).[45]
- 1994 - Madrid: María Lacrampe, infermera socialista espanyola (n. 1909).[46]
- 1998 - Abuja, Nigèria: Moshood Kashimawa Olawale Abiola, conegut com a Moshood Abiola, polític nigerià guanyador de les eleccions de 1993, mort en arrest domiciliari (n. 1937).[47]
- 1951 - París, França: Francesc Boix i Campo, fotògraf català, conegut per les seves fotografies de Mauthausen (n. 1920).
- 1976 - Santa Monica, Califòrnia, Estats Units: Norman Foster, director, actor i guionista estatunidenc.
- 1989 - Buenos Aires: Irene Bernasconi, biòloga marina argentina coneguda pel seu treball a l'Antàrtida (n. 1896).[48]
- 2006 - Cambridge, Anglaterra: Syd Barrett, un dels fundadors del grup de rock psicodèlic Pink Floyd.
- 2014
  - Tiblisi, Georgia: Eduard Xevardnadze, polític georgià.[49]
  - Madrid: Alfredo Di Stéfano Laulhé, jugador i entrenador de futbol d'origen argentí nacionalitzat espanyol.
- 2021 - Pétion-Ville, Haití: Jovenel Moïse, empresari i polític haitià. Va ser president d'Haití del 2017 fins al 2021, quan va ser assassinat (n. 1968).[50]

## Festes i commemoracions
- Festa de Sant Ot (o Dot) a València d'Àneu (el Pallars Sobirà)
- Fins a mitjan segle xx, festa major de la Seu d'Urgell; es traslladà al primer diumenge de setembre i el 1961, al darrer diumenge d'agost
- Mare de Déu de les Ares, patrona dels viatgers que creuen el port de la Bonaigua; aplec a l'ermita, situada al costat de l'hostal d'aquest port
- Sanfermines o Festes de Sant Fermí a Pamplona.

### Santoral[51]
Església Catòlica
- Sants al Martirologi romà (2011):
  - Ot d'Urgell, Odó o Dot, bisbe d'Urgell (1122);
  - només a Espanya: Sant Fermí, bisbe, patró de Navarra;
  - Pantè d'Alexandria, catequista (211);
  - Edilburga de Faremoutiers, abadessa (695);
  - Sexburga d'Ely, abadessa (699); Hedda de Winchester, bisbe (706);
  - Willibald d'Eichstätt, bisbe (787);
  - Antonino Fantosati, Giuseppe Maria Gambaro, Marc Ji Tianxiang, Maria Guo Lizhi, màrtirs (1900);
- Beats al Martirologi romà (2011): Benet XI, papa (1304); Oddino Barotti, prevere (1400);
  - Roger Dickkinson, Radulph Milner, Lawrence Humphrey, màrtirs (1591);
  - Iphigénie de Gaillard de la Valdene, Nonne, Jean-Joseph Juge de Saint-Martin, màrtirs (1794);
  - Carlo Liviero, bisbe (1932); Pere To Rot, màrtir (1945); María Romero Meneses, monja (1977).
- Sants que no són al Martirologi: Apol·loni de Brèscia;
  - Màrtirs de Dirràquium (120);
  - Eufrosina i Florència, verges;
  - Il·lidi de Clarmont, bisbe (385);
  - Medrà, Odrà i Kierà de Saighir, monjos (s. VI);
  - Merryn de Cornualla; Natuit de Trèveris, bisbe màrtir;
  - Bonit de Monte Cassino, abat (ca. 582);
  - Ercongota de Faremoutiers, monja (660);
  - Setrida de Faremoutiers, abadessa (660);
  - Ampeli de Milà, bisbe (ca. 672);
  - Bodard de Poitiers, eremita (ca. 700);
  - Angelelm d'Auxerre, bisbe (828);
- Beats Conrad de Himmerod, monjo (1222)
- Venerable Josep Gras i Granollers, fundador de la congregació de les Filles de Crist Rei.
- Teobald de Marly, abat.
- A l'Orde del Cister:
  - trasllat de les relíquies de Thomas Becket, arquebisbe i màrtir; a Anglaterra i França:
  - trasllat de les relíquies de santa Bega d'Andenne.

Església Copta
- 30 Baoni: sant Joan Baptista, profeta, precursor de Jesús, màrtir; Marta i Maria de Betània, seguidores de Jesús.

Església Armènia (segons el calendari gregorià)
- 18 Margats: corresponen als sants del 24 de juny del calendari julià.
  - Sants: Joan Baptista, profeta, precursor de Jesús, màrtir;
  - Tais, penitent.

Església Ortodoxa d'Etiòpia
- 30 Sane: corresponen als sants del 24 de juny del calendari julià.
  - Gabra Krestos, monjo (s. XV)

Església Ortodoxa (segons el calendari julià)
- Se celebren els corresponents al 20 de juliol del calendari gregorià.

Església Ortodoxa de Síria (segons el calendari gregorià)
Corresponen als sants del 24 de juny del calendari julià.
- Sants: Febrònia de Nisibis màrtir;
- Joan el Baptista, profeta, precursor de Jesús, màrtir;
- Set màrtirs de Samòsata

Església Ortodoxa (segons el calendari gregorià)
Corresponen als sants del 24 de juny del calendari julià.
- Sants: Joan el Baptista, profeta;
- Orenci, Farnaci, Heros, Ferm, Firmí, Ciríac i Longí de Geòrgia, màrtirs (s. III-IV);
- Niceti de Remesiana, bisbe (414);
- Ivan de Karlstein, eremita (900);
- Antoni de Dimsk (1224);
- Miquel de Tver, príncep (1319);
- Joan el Jove, màrtir (1332);
- Joan de Jarensk, monjo (1561);
- Joan i Jaume de Menjugi (1566-1569);
- Panagiotis de Cesarea, màrtir (1765);
- Atanasi de Paros (1813);
- Geràssim Dobroserdov, bisbe d'Astrakan (1880).

Església Ortodoxa Grega
- Zacaries, sacerdot i Elisabet, mare de Joan el Baptista.

Església Evangèlica d'Alemanya
- Tilman Riemenschneider, escultor (1531).

Esglésies anglicanes
- Sant Tomàs Becket, arquebisbe de Canterbury i màrtir.